# Collegium Musicum Basel
Das Collegium Musicum Basel ist ein Schweizer Orchester aus der Stadt Basel. Es spielt im Musiksaal des Stadtcasino Basel, der zu den besten Konzertsälen der Welt gezählt wird.

## Geschichte
Das Collegium Musicum Basel entstand im Jahre 1951 auf Initiative von Mitgliedern des damaligen Theaterorchesters in Basel und dessen Kapellmeister, Albert E. Kaiser.
Als Albert E. Kaiser im Jahre 1955 zum damals noch jungen Medium Fernsehen wechselte, wurde das CMB vertraglich als Orchester des Schweizer Fernsehens verpflichtet, was zur Verwirklichung einer ganzen Anzahl von musikalischen Sendereihen führte.
Ab 1961 wirkte das CMB während elf Jahren im Rahmen der Mozart-Wochen Interlaken an der Aufführung von Opern und Orchesterwerken mit und arbeitete mit bedeutenden Sängerinnen und Sängern zusammen.
Grosse Resonanz fanden die ab 1963 durchgeführten über 30 kommentierten Jugendkonzerte, die damals vom Migros-Genossenschafts-Bund finanziert wurden.
Hinzu kamen zahlreiche Gastspiele und Tourneen, die das CMB u. a. mehrmals nach Italien, Besançon, Wien, Bregenz, nach Israel, in die Tschechoslowakei und nach Leipzig und Dresden führten.
Seit 1956 behauptet das CMB mit seinem Abonnement-Zyklus von sechs Konzerten im Casino Basel einen festen Platz im Musikleben Basels.
Nach über 50-jährigem Wirken übergab Albert E. Kaiser die Leitung des Orchesters an den jungen Dirigenten Simon Gaudenz, der von 2004 bis 2011 sowohl die Künstlerische Leitung als auch die Position des Chefdirigenten innehatte. Er erweiterte das Repertoire verstärkt mit Komponisten des späten 19. und frühen 20. Jahrhunderts. 2011 übernahm Kevin Griffiths die musikalische Leitung. Von 2018 bis 2024 war Johannes Schlaefli Chefdirigent des Orchesters. Seit 2024 ist Jan Schultsz Chefdirigent und neu erhält das Collegium Musicum Basel mit Benjamin Reiners einen 1. Gastdirigenten.

## Kontinuität der Programmphilosophie
Inhaltlicher Schwerpunkt ist die Pflege der Musik der Klassik und Romantik des 18. und 19. Jahrhunderts. Dies schliesst aber die Aufführung zeitgenössischer Komponisten, insbesondere Werke von Schweizer Komponisten, nicht aus.

## Orchesterbesetzung und Nachwuchsförderung
Der Einbezug junger Berufsmusiker in das Orchester und die Pflege des musikalischen Nachwuchses sind weitere, wichtige Schwerpunkte des CMB.
Neben dem alljährlich veranstalteten Preisträgerkonzert mit jungen Solisten, die an einem internationalen Wettbewerb (in den letzten Jahren meist Internationaler Musikwettbewerb der ARD München sowie der Internationale Genfer Musikwettbewerb) ausgezeichnet worden sind, wurden immer wieder begabte junge Solisten engagiert, bevor ihre Fähigkeiten auch international anerkannt wurden, so zum Beispiel Anne-Sophie Mutter, Martha Argerich, Daniel Barenboim, Sol Gabetta, Noëmi Nadelmann oder Arabella Steinbacher.
Der Nachwuchsförderung dienen auch die in der Saison 2006/07 neu ins Programm genommenen Vorkonzerte, die auf Anhieb auf grosse Resonanz gestossen sind. Junge Nachwuchsmusiker der Musik-Akademie der Stadt Basel erhalten die Gelegenheit, ihr Können zu zeigen. Der Besuch der Vorkonzerte ist gratis. Die Kosten für die Mitbenutzung der für die Vorkonzerte nötigen Infrastruktur, eingeschlossen die damit verbundenen höheren Werbekosten, werden vom CMB getragen.
Ab der Saison 2007/2008 sollen die Kontakte zu Kindern im Rahmen von Bildungsprojekten und Jugendkonzerten an Schulen weiter verstärkt und so ihre Freude an klassischer Musik geweckt werden.
Seit der Saison 2007/08 wurde mit der Zürcher Hochschule der Künste die Durchführung von Dirigentenworkshops vereinbart, die es angehenden Dirigenten ermöglicht, bei den Proben der CMB-Konzerte mitzuwirken und mit einem erfahrenen Sinfonieorchester zu arbeiten.

## Auftritte
In Basel werden jährlich sechs Abonnementskonzerte aufgeführt. Hinzu kommen Extrakonzerte, auswärtige Gastspiele und die Teilnahme an Festspielen.

## Zahlen
| Gründung       | 1951 durch Albert E. Kaiser |
| Zielsetzung    | - Konzerttätigkeit mit Schwerpunkt Klassik, Romantik und klassischer Moderne mit professionellen Musikern und internationalen Solisten - Förderung junger Talente                                                                                                   |
| Chefdirigenten | - 1951–2004: Albert E. Kaiser - 2004–2011: Simon Gaudenz - 2011–2018: Kevin Griffiths - 2018–2024: Johannes Schlaefli - seit 2024: Jan Schultsz |
| Orchester      | 60 Musiker (ergänzt nach Bedarf durch feste Aushilfen) |
| Vorstand       | - Hans Martin Tschudi (Präsident) - Erich Maeder (Vizepräsident) - Mirjam Sahli, Delegierte des Orchesters - Carla Branca Behle - Hans-Peter Hadorn - Heidi Belser - Monica Terragni - Martin Neher - Jan Schultsz (Künstlerischer Leiter und Chefdirigent, Beirat) |
| Förderverein   | Freunde des Collegium Musicum Basel |